# 海外台 (亚洲电视)
海外台（英語：ATV Overseas），旧称本港台（美洲版），是香港亞洲電視擁有的一條以粵語廣播為主的頻道，為亞視開播第一條海外頻道。

## 歷史
2002年1月4日，該頻道正式開播。
2002年10月15日，該頻道覆蓋中南美洲。
2005年初，該頻道透過渣打有線電視網收看，落地美國洛杉磯。
2006年7月，該頻道獲得加拿大廣播事務委員會（Canadian Radio-television and Telecommunications Commission）批准而進入加拿大的收費電視平台。
2007年4月12日，該頻道透過加拿大羅渣士有線電視網（Rogers Cable Communications Inc.）收看，從同年4月12日至5月10日期間免費試播。
2013年7月1日，更換頻道包裝至粉紅色柱體設計，本港台（美洲版）改以粉紅色作為識別。
2013年11月4日，美國藝盟製作控股公司成為亞洲電視美洲台獨家合作方；並於11月28日起製作節目《紐約快訊》。
2015年9月28日，頻道重新包裝，節目冠名由以往「亞視經典劇場」、「亞視首選劇場」、「亞視經典回味」、「情繫滿天星」改為「亞視早晨劇場」、「情繫滿天星」、「國語精品劇場」、「英語精品劇場」、「英語綜藝坊」、「國語綜藝坊」，大部分節目亦改以國語及英語廣播。同時，《香港午間新聞報告/經濟快訊/天氣報告》改用香港版本名稱《十二點半新聞/經濟快訊/天氣報告》、《香港傍晚新聞/經濟快訊/天氣報告》則改為《六點鐘新聞/經濟快訊/天氣報告》，《亞洲早晨》及《香港夜間新聞》則維持其名。
2016年1月5日起，本港台（美洲版）恢復播放台徽呼號畫面，採用淺藍色城市設計。
2016年1月20日起，本港台（美洲版）易名為海外台，台徽呼號畫面維持淺藍色城市設計，並加入國語廣播；更開始全日所有時段均在畫面左上角長期顯示「海外台」台徽。
2016年4月1日，原轉播海外台的夏威夷電信電視843頻道及侯斯頓enTouch510頻道以鳳凰衛視香港台取代，美國Dish Network 9926頻道亦停播，未有列入廣東話或中文頻道套餐之中，只剩下加拿大羅渣士有線電視網809頻道因受合約所限而繼續播放。
2016年5月2日，亞洲電視與羅渣士有線電視網的合約期滿結束，海外台正式停播。
在停播前，網絡直播版本最後播出的節目是重播電視劇《雪花神劍》，但播出不久訊號即被中斷，畫面在該時停頓數秒，然後轉為黑屏後停播。

### 歷年頻道名稱
| 亞洲電視本港台（美洲版） ATV Home America | 2002年1月4日至2016年1月19日 |

海外台2016年1月20日至2016年2月26日淺藍色城市台徽呼號畫面

| 亞洲電視海外台 ATV Overseas               | 2016年1月20日至2016年5月2日 |

## 節目
該頻道除了播放香港同日的新聞報道、財經和時事節目之外，還有播放劇集、綜藝節目、資訊節目、賽馬節目和直播香港賽馬實況，另外有當地製作的節目《紐約快訊》（New York Express）、《波士頓快訊》（Boston Express）、《紐約時尚風》（Trendy New York）、《杏林精英》（Medical Heroes）、《紐約神探錄》（New York Detective Stories）、《稅務與我》（Taxation & Me）、《亞洲小姐競選美國東岸賽區》（ATV Miss Asia Pageant U.S. East Coast）和《女人密語》（Women Sweet Talk）。

## 外部連結
- YouTube上的亞洲電視海外台 美洲頻道頻道
- 亞洲電視本港台（美洲）官方網站 （页面存档备份，存于）
- 亞洲電視本港台（美洲）簡介（舊版／新版）